# Entephria luteola
Entephria luteola là một loài bướm đêm trong họ Geometridae.